# Peter Wisoff
Peter Jeffrey Kelsay Wisoff, detto Jeff (Norfolk, 16 agosto 1958), è un ex astronauta e fisico statunitense.